# Бобырь, Диодор Николаевич
Диодор Николаевич Бобырь (5 [18] июня 1907, Архангельск — 23 января 1980, Киев) — украинский советский переводчик и писатель.Лауреат Премии им. М. Рыльского (1980, посмертно).

## Биография
Он не был ни поэтом, ни прозаиком, ни критиком. Он просто любил и знал литературу и искусство, особенно — оперу и театр. Он был членом семинара повышенного типа и ГУКУСа, где усердно работал в переводческой секции. Мечтал в совершенстве изучить технику перевода. Мечтал о переводах на украинский язык мировых опер и самых известных западно-европейских драм. Даже хвастался, что какую-то оперу уже перевел вместе с М. Рыльским, с которым он, как, кажется, и родители его, был в близких отношениях.
Родился 5 (18) июня 1907 года в Архангельске в семье политических ссыльных за участие в революционных событиях 1905 года. Отец — казанский статистик Николай Мамадышский, в ссылке исследовал народ ненцев, оставил ряд трудов по краеведению, умер в ссылке 1912. Мать — черниговская учительница Ольга Бобырь, подруга Веры Коцюбинской, в 1909 году получила разрешение вернуться в Чернигов.
В 1925—1929 годах учился на литературном факультете Киевского института народного образования где принял активное участие в созданном при институте общества ГУКУС — «гурток культури українського слова».
В 1931—1933 годах работал в саратовских областных газете «Ленинский путь» и в журнале «Ленинские заветы».
С 1934 года — актёр и режиссёр различных провинциальных театров РСФСР, работал в печати, на радио.
Участник Великой Отечественной войны с июля 1941 года. Был рядовым. Начинал службу в 5-м запасном артиллерийском полку 44-й стрелковой дивизии. В декабре 1942 года, будучи бойцом пулемётной роты 1-го батальона 161-й Отдельной стрелковой бригады, на фронте был тяжело контужен. После госпиталя состоял в резервной группе 197-го полка 99-й стрелковой дивизии. В феврале 1944 года демобилизован по инвалидности. Награждён медалью «За победу над Германией».
Придя с фронта летом 1944 года начал свои первые профессиональные переводы: комедии «Горя от ума» Грибоедова и пьесы «Маскарад» Лермонтова, которые редактировал Максим Рыльский и дал этим переводам очень высокую оценку.
В 1945—1947 годах — заведующий литературной части Черновицкого украинского музыкально-драматического театра, в котором в 1945 году в его переводе был поставлен спектакль по пьесе «Мачеха» Оноре де Бальзака.
В 1947—1980 годах занимался переводческой работой. Награжден дипломом Министерства культуры СССР.

Более тридцати лет неутомимого творческого труда посвятил Диодор Бобырь переводческому делу. С большим мастерством писатель решал сложные художественно-стилистические задачи, переводя на украинский язык выдающиеся произведения А. Грибоедова и Ю. Лермонтова, Н. Гоголя и Л. Толстого, А. Чехова и М. Горького и др. Творческое наследие Д. Бобыря способствует взаимообогащению и единению братских литератур народов нашей страны.Оригинальный текст (укр.)Понад тридцять років невтомної творчої праці присвятив Діодор Бобир перекладацькій справі. З великою майстерністю письменник розв'язував складні художньостилістичні завдання, перекладаючи на українську мову видатні ... твори О. Грибоєдова і М. Лермонтова, М. Гоголя і Л. Толстого, А. Чехова і М. Горького та ін. Творчий доробок Д. Бобиря сприяє взаємозбагаченню та єднанню літератур братніх народів нашої країни.— журнал «Радянське лiтературознавство», орган Института литературы им. Т. Г. Шевченко АН УССР, 1980 год
Умер в 1980 году в Киеве.
Посмертно удостоен Премии им. М. Рыльского (1980) за перевод на украинский язык повести Расула Газматова «Мой Дагестан» («Дніпро», 1978) и сборника его поэзии «Сонеты. Стихи» («Радянський письменник», 1978).

## Творчество
С 1926 года выступал в печати со стихами, в годы войны выступал со стихами на страницах фронтовых газет.
После войны работал преимущественно в области художественного перевода.
Автор статей и рецензий по вопросам теории и практики перевода, языка перевода.
Переводил произведения А. С. Пушкина, М. Ю. Лермонтова, А. С. Грибоедова, В. В. Вересаева, П. П. Бажова, Л. Н. Толстого, А. П. Чехова, Г. Гейне, Б. Нушича, Ф. Гладкова, В. Тендрякова, А. Прокофьева, В. Солоухина, А. Вампилова и других.
Из крупных произведений в прозе единолично перевёл роман «Вечный зов» А. Иванова (1974) и повесть «Мой Дагестан» Р. Газматова (1978).
Перевел на украинский либретто оперы «Алеко» С. В. Рахманинова, написал новый текст либретто опер по поэмам Т. Г. Шевченко: «Катерина» (1963) и «На русалок» (1977), поставленных Киевским театром оперы и балета им. Т. Г. Шевченко).

Я заметил у Д. Бобыря большое внимание к слову, хорошее знание русского языка и украинского, немалую переводческую затейливость и незаурядную стиховую технику. Совершенно естественно, что после «Горя от ума» тов. Бобырь захотел попробовать свои силы на вещи, стилистически родственной с грибоедовским шедевром, — на драме Лермонтова «Маскарад». Немало труда посвятил он этой очень нелегкой работе — и закончил её, безусловно, успешно. Переводчику удалось воспроизвести богатый на интонации язык драмы, передать Лермонтовскую силу и горечь, сжатую, афористическую форму отдельных предложений. «Свободное стихосложение» Лермонтова передаёт тов. Бобырь большей частью точно, сохраняя порядок рифмовки и по мере возможности количество слогов в строке. Говорю «по мере возможности», потому что кое-где тов. Бобырь во имя сохранения мысли и характера отступает от равностопности и равносложности. Думаю, что именно «свободное» стихотворение дает на это, при пезном такте, право. Есть, понимается, в переводе отдельные огрехи, недоделанные места не совсем правильно переданы некоторые изречения и т. д. При окончательном редактировании эти недостатки можно, разумеется, исправить. В целом же имеем работу высокой стоимости, которую я от всей души рекомендую для театров, а также для выпуска отдельным изданием.
Оригинальный текст (укр.)Я помітив у Д . Бобиря велику увагу до слова, добре знання російської мови та української , чималу перекладацьку вигадливість і неабияку віршову техніку . Зовсім природно, що після " Горя от ума " тов. Бобир захотів спробувати свої сили на речі , стилістично спорідненій із грибоєдовським шедевром , — на драмі Лермонтова " Маскарад " . Чимало праці присвятив він цій дуже нелегкій роботі — і закінчив її , безумовно, успішно . Перекладачеві вдалось відтворити багату на інтонації мову драми, передати лермонтовську силу й гіркоту, стислу, афористичну форму окремих речень . " Вільний вірш " Лермонтова передає т. Бобир здебільшого точно, зберігаючи порядок римування і в міру можливості кількість складів у рядку. Кажу — "в міру можливості", бо подекуди тов. Бобир во ім'я збереження думки й характеру відступає від рівностопності й рівноскладовості. Гадаю, що саме "вільний" вірш дає на це, при пезному такті, право. Є, розуміється, в перекладі окремі огріхи, недороблені місця, не зовсім правильно передані деякі вислови і т. д. При остаточному редагуванні ці недоліки, розуміється, виправити. В цілому ж маємо роботу високої вартості , яку я від щирого серця рекомендую для театрів , а також для випуску окремим виданням .
— Максим Рыльский, официальная характеристика первых профессиональных переводов Диодора Бобыря, 1949 год // «Мастерство перевода», 1975